# Lycaena unipuncta
Lycaena unipuncta är en fjärilsart som beskrevs av Tutt 1906. Lycaena unipuncta ingår i släktet Lycaena och familjen juvelvingar. Inga underarter finns listade i Catalogue of Life.